# Pöhl

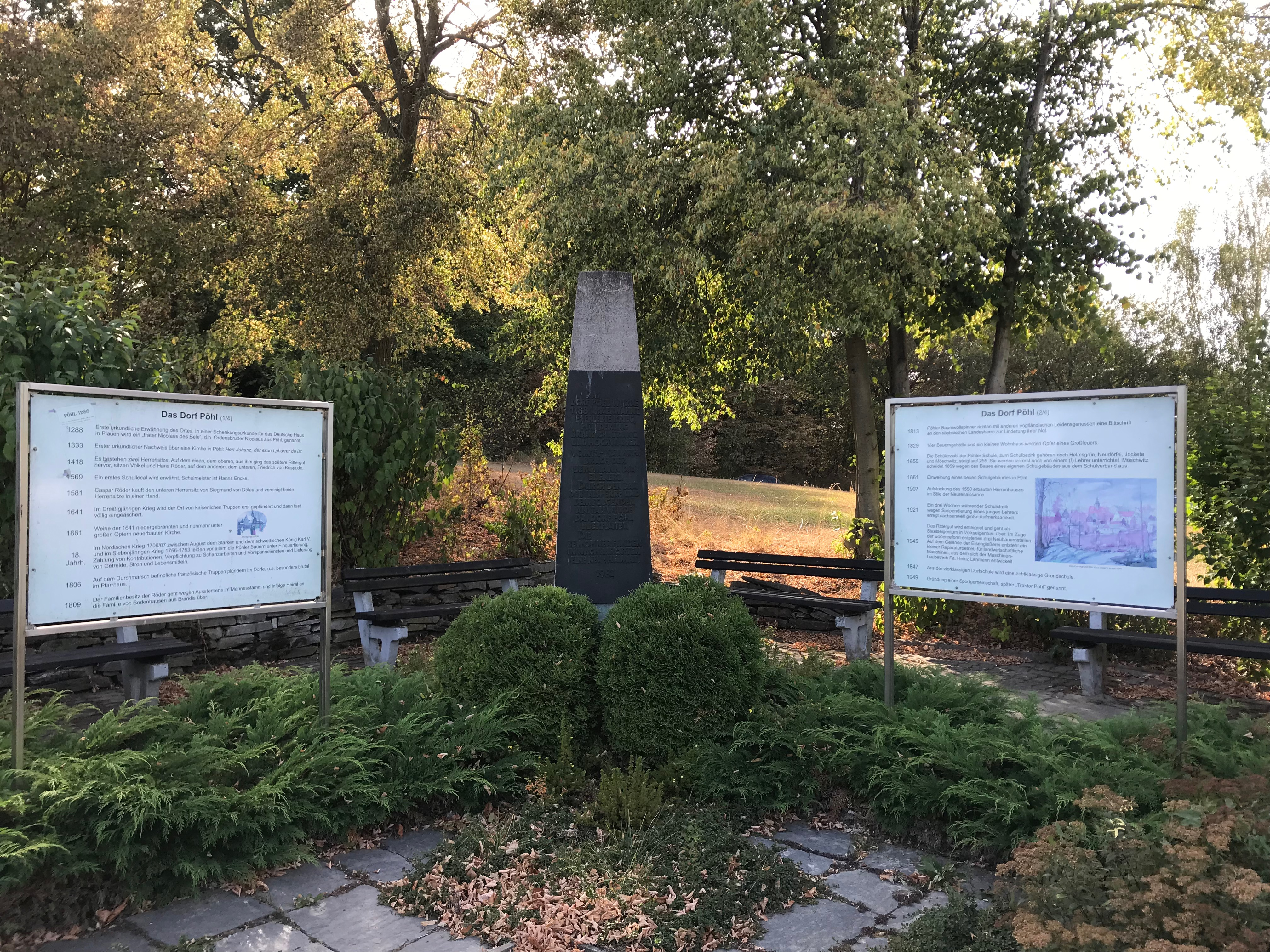
Denkmal für den abgerissenen Ort Pöhl

Pöhl ist eine Gemeinde im Vogtlandkreis im westlichen Sachsen. Auf dem Gemeindegebiet befindet sich ein großer Teil der Talsperre Pöhl, für welche das namensgebende Dorf 1961 weichen musste.

## Geographie
| Stadt Greiz im Landkreis Greiz | Stadt Elsterberg im Vogtlandkreis           | Gemeinde Limbach im Vogtlandkreis   |
|                                | Kompassrose, die auf Nachbargemeinden zeigt | Stadt Treuen im Vogtlandkreis       |
| Stadt Plauen im Vogtlandkreis  |                                             | Gemeinde Neuensalz im Vogtlandkreis |

Pöhl ist Teil des Naturraumes Vogtländische Schweiz.
Pöhl setzt sich aus folgenden 12 Ortsteilen zusammen:
- Barthmühle
- Christgrün
- Helmsgrün
- Herlasgrün
- Jocketa (staatlich anerkannter Erholungsort)
- Liebau
- Möschwitz
- Neudörfel (staatlich anerkannter Erholungsort)
- Rentzschmühle
- Rodlera
- Ruppertsgrün
- Trieb

## Geschichte
| Ortsteil     | erste Erwähnung | Bemerkung                             |
| ------------ | --------------- | ------------------------------------- |
| Jocketa      | 1419            | als Gockta                            |
| Ruppertsgrün | 1365            | als Rodensiedlung                     |
| Herlasgrün   | 1380            | als Helbergsrune                      |
| Helmsgrün    | 1418            |                                       |
| Möschwitz    | 1266            | eines der ältesten Dörfer im Vogtland |

### Geschichte der historischen Gemeinde Pöhl bis zum Abriss 1961

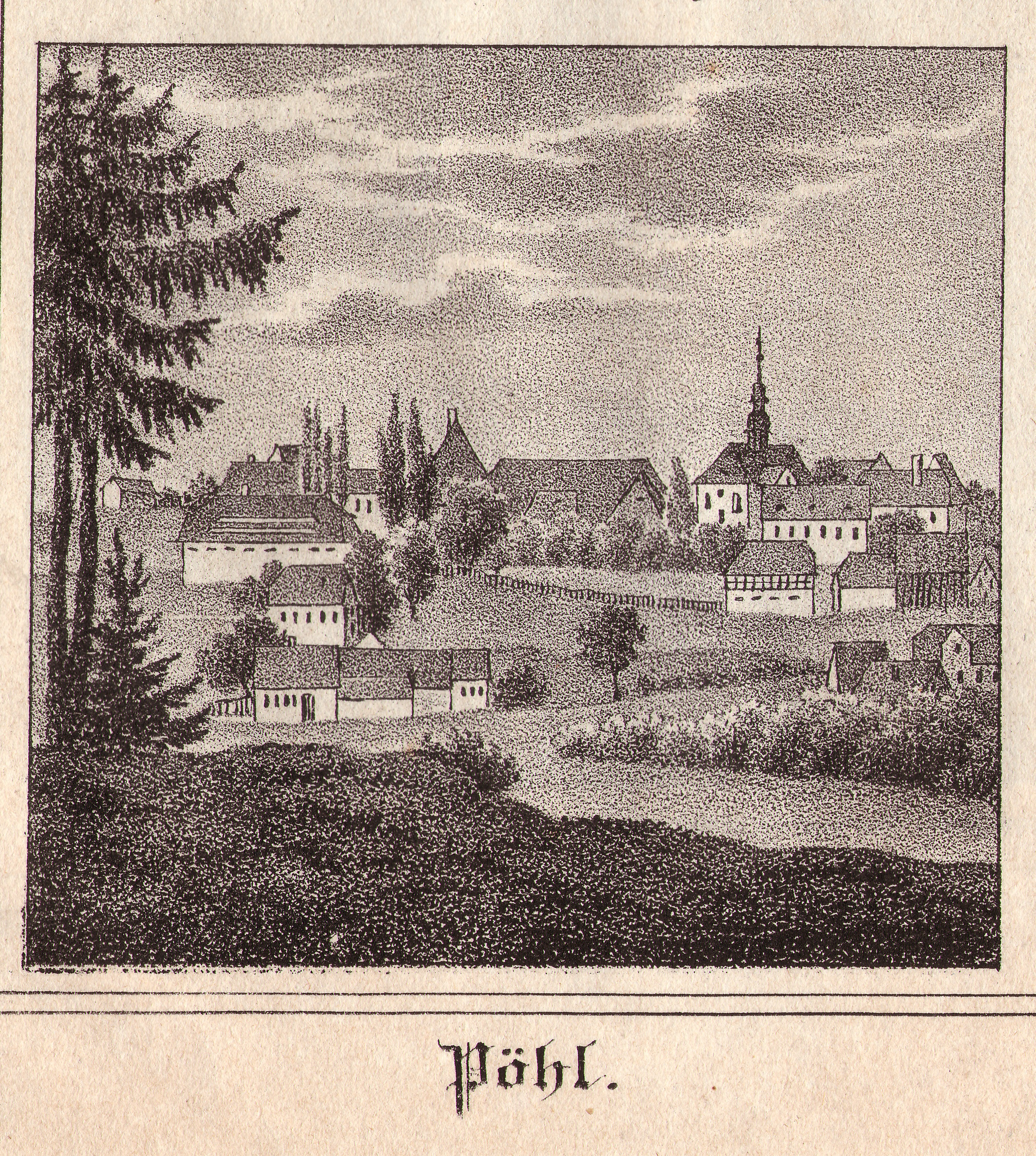
Das alte Pöhl in einer Ansicht in Sachsens Kirchen-Galerie von 1844

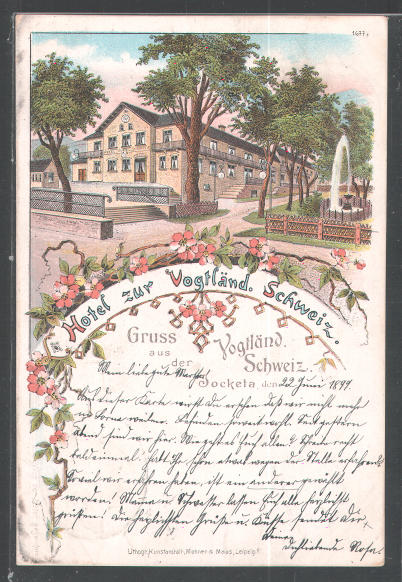
Gaststätte „Vogtländische Schweiz“

Der ursprüngliche Ort Pöhl, der wegen des Baus der Talsperre Pöhl aufgegeben wurde, wurde erstmals im Jahr 1288 erwähnt. Der Ordensbruder Nicolaus aus Pöhl wurde in einer Schenkungsurkunde für das Haus des Deutschen Ordens in Plauen als „frater Nicolaus des Bele“ genannt. Seit 1292 befand sich ein Herrensitz im Ort, der vermutlich dem Orden gehörte. Später war es bis zum frühen 15. Jahrhundert im Besitz der Peler. Eine Kirche wurde in Pöhl erstmals im Jahr 1333 erwähnt. Seit 1419 bestanden zwei Herrensitze im Ort, von denen den unteren Friedrich von Kospode besaß, den oberen Volkel und Hans Roeder. Nachdem die Familie von Roeder im Jahr 1581 das untere Rittergut von Siegmund von Dölau gekauft hatte, begründeten sie unter Vereinigung beider Herrensitze das Rittergut Pöhl. Der Ort Pöhl gehörte nur teilweise zur Grundherrschaft des Ritterguts Pöhl. Andere Anteile gehörten zu den Rittergütern Helmsgrün und Liebau. Der Familienbesitz der von Roeder ging infolge des Aussterbens im Mannesstamm und durch Heirat im Jahr 1809 an die Familie von Bodenhausen aus Brandis über. Im Jahr 1907 wurde das 1550 erbaute Schloss im Stil der Neorenaissance umgebaut.
In Pöhl wurde Eisenstein abgebaut, der im 1521 erstmals sicher urkundlich erwähnten Pöhler Hammer im Triebtal verarbeitet wurde. Im späten 17. Jahrhundert wurden Abbau und Verarbeitung des Eisensteins aufgegeben. Im 18. Jahrhundert wurde in Pöhl dann Eisenstein aus Tannenbergsthal, Morgenröthe und Rautenkranz verarbeitet, bevor 1822 die nunmaligen Ortsherren von Bodenhausen den Pöhler Hammer in ihr Gutsareal eingliederten und dieses an Pächter vergaben. Um 1830 wurde an der Stelle des Pöhler Hammers eine Eisengießerei gegründet. Nach mehreren Besitzerwechseln kam die Gießerei 1859 an Carl Wilhelm Schorr aus Elterlein, der den Betrieb bedeutend erweiterte. Seine Söhne gliederten ab 1880 der Gießerei noch eine Maschinenfabrik an, die überregionale Bedeutung erlangte. 1912 erwarb der Rittergutsbesitzer Kraft von Bodenhausen die Fabrik.
Pöhl lag bis 1856 im kursächsischen bzw. königlich-sächsischen Amt Plauen. 1856 wurde der Ort dem Gerichtsamt Elsterberg und 1875 der Amtshauptmannschaft Plauen angegliedert. Im Jahr 1861 wurde in Pöhl ein neues Schulgebäude eingeweiht. Zum Schulbezirk gehörten nach dem Ausscheiden von Möschwitz im Jahr 1859 die Orte Helmsgrün, Neudörfel und Jocketa.
Im Zuge der Bodenreform in der Sowjetischen Besatzungszone wurde das Rittergut Pöhl im Jahr 1945 enteignet und in Staatseigentum überführt. Auf dem Areal entstanden drei Neubauernstellen. Das Schloss diente zunächst vorübergehend als Unterkunft für Flüchtlinge und Ausgebombte. Nach Umbauarbeiten wurde im Schloss 1950 ein Kindergenesungsheim eingerichtet, welches bereits sieben Jahre später wieder geschlossen wurde. Auf dem Gelände der Eisengießerei entstand ein kleiner Reparaturbetrieb für landwirtschaftliche Maschinen, aus dem sich der Maschinenbaubetrieb Fa. Heinz Lehmann entwickelte. Die vierklassige Dorfschule wurde im Jahr 1947 in eine achtklassige Grundschule umgewandelt.
Durch die zweite Kreisreform in der DDR kam die Gemeinde Pöhl im Jahr 1952 zum Kreis Plauen-Land im Bezirk Chemnitz (1953 in Bezirk Karl-Marx-Stadt umbenannt). Während des großen Schul- und Heimatfests in Pöhl wurde im Jahr 1953 der 1897 eingeweihte Charlottenturm auf dem 433,2 m ü. NHN hohen Eisenberg anlässlich des 150. Geburtstages des vogtländischen Heimatdichters Julius Mosen in Mosenturm umbenannt. In den Jahren 1954 und 1955 erlebte die Gemeinde Pöhl zwei schwere Hochwasser der Trieb, durch die das gesamte Gelände der Eisengießerei und der Fa. Lehmann überschwemmt wurden.
Mit dem im Jahr 1958 begonnenen Bau der Talsperre Pöhl wurde das Ende der Gemeinde Pöhl eingeläutet. Während die Eisengießerei nach Herlasgrün umgelagert wurde, verlagerte der Maschinenbaubetrieb Heinz Lehmann seine Produktion nach Jocketa. Auch die Toten des Friedhofs wurden nach Jocketa umgebettet, wo ein neuer Friedhof angelegt wurde. Im Laufe des Jahres 1960 zog die Mehrzahl der Pöhler Einwohner nach Jocketa um, wo westlich des alten Orts zahlreiche neue Gebäude entstanden. Ein kleiner Teil der Einwohner siedelte nach Plauen, Herlasgrün oder in andere Orte über. Die letzten Einwohner verließen Pöhl im Jahr 1961. Die Schule zog am 31. Oktober 1960 zunächst in eine provisorische Unterkunft in Jocketa um, bis die neu errichtete Schule fertig gestellt wurde. Am 24. März 1961 brannte die um 1654 erbaute Kirche durch Brandstiftung nieder.
Auf Beschluss des Ministerrates der DDR hörte die im Staubereich der neuen Talsperre liegende politische Gemeinde Pöhl mit dem 1. August 1961 auf zu bestehen. Der Großteil der Flur wurde in die Gemeinde Jocketa eingegliedert. Ein Teil der Flur wurde nach Helmsgrün umgegliedert. Die Gebäude von Pöhl einschließlich des Schlosses mit Schlosspark und Wirtschaftsgebäuden und der durch Brandstiftung zerstörten Pöhler Kirche wurden bis auf die Grundmauern abgetragen. In Jocketa entstand im Gegenzug im Jahr 1965 an der Straße nach Neudörfel eine neue Kirche.

### Geschichte der heutigen Gemeinde Pöhl ab 1990

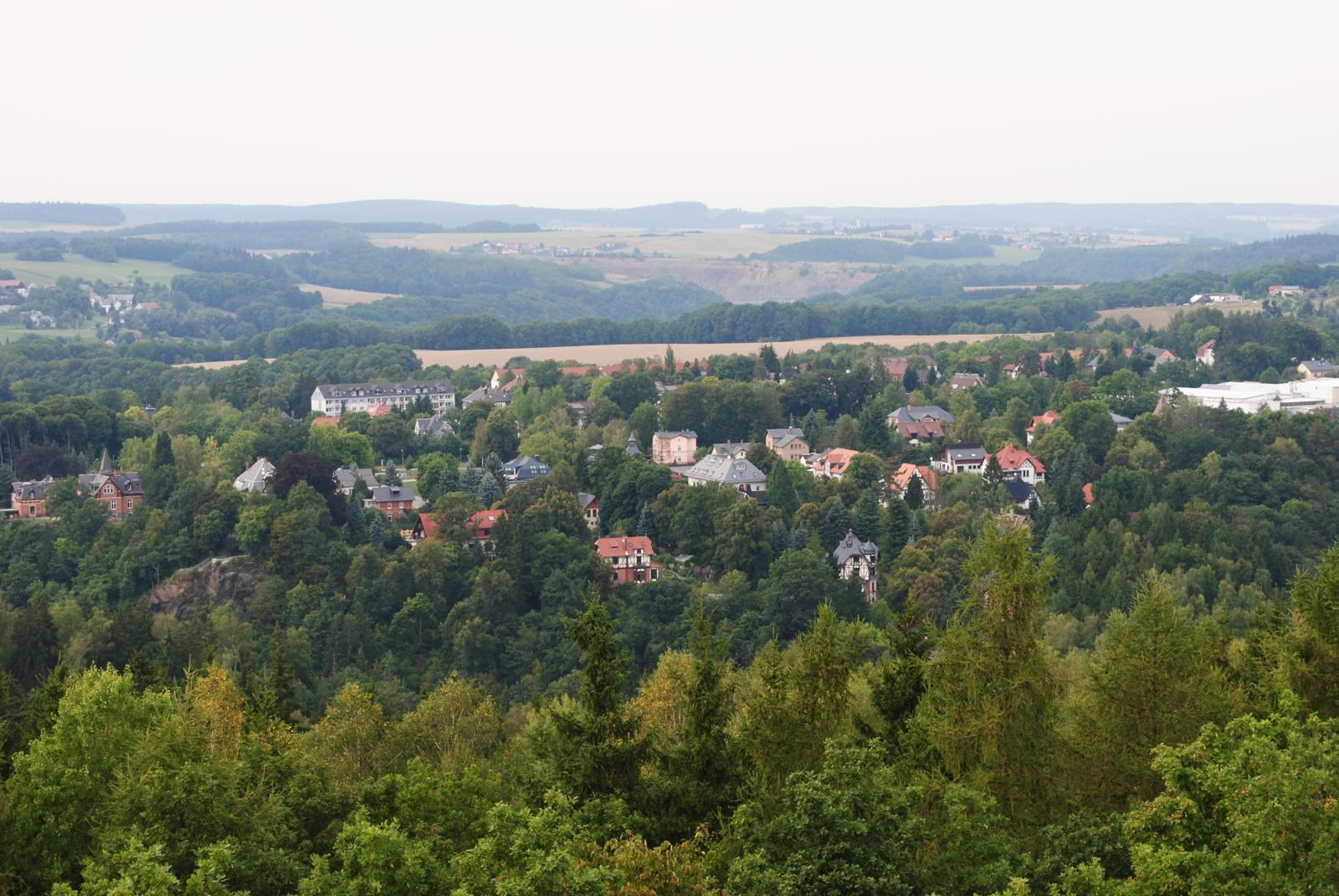
Ort Jocketa, Blick vom Mosenturm

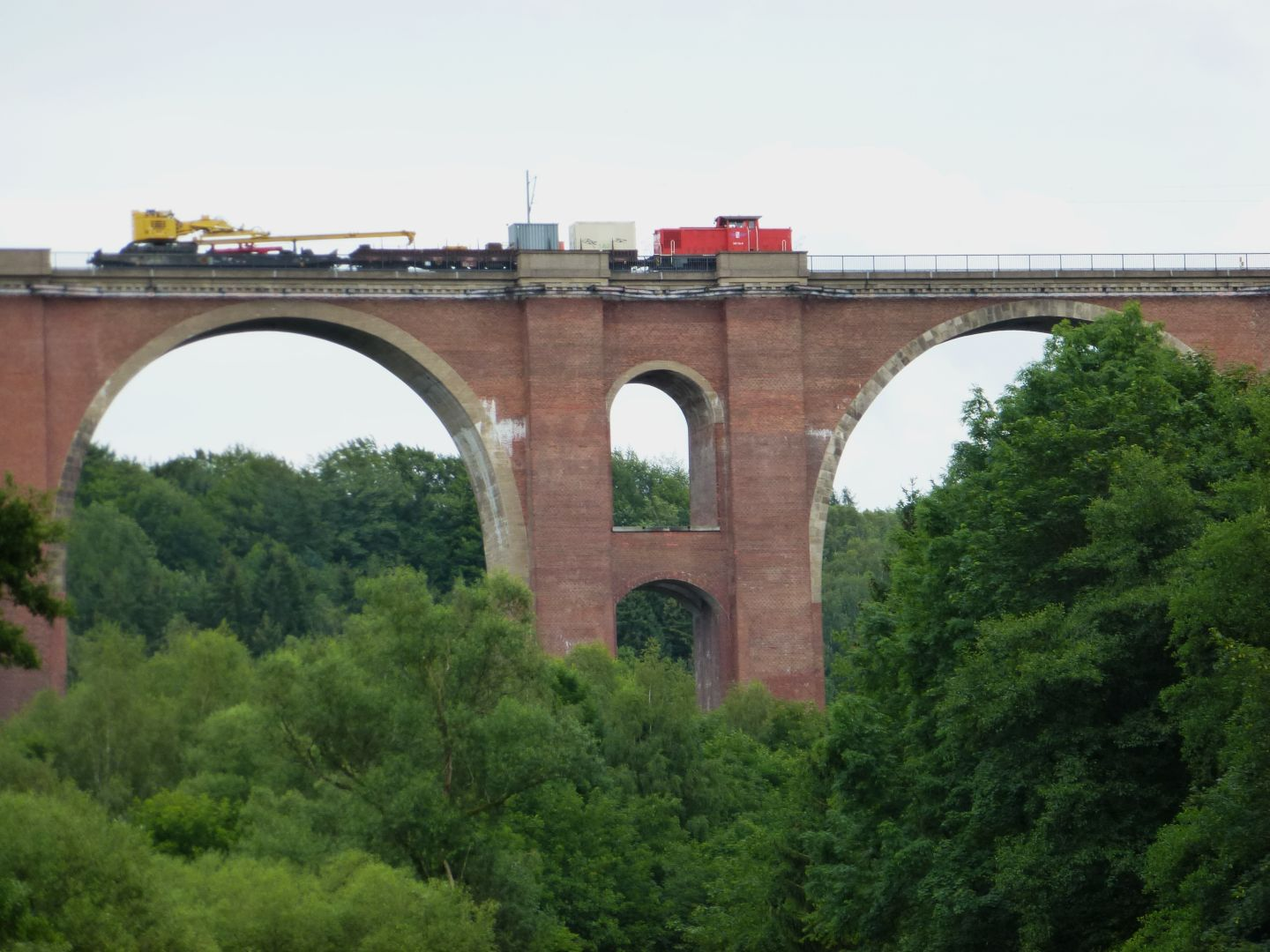
Elstertalbrücke bei Jocketa

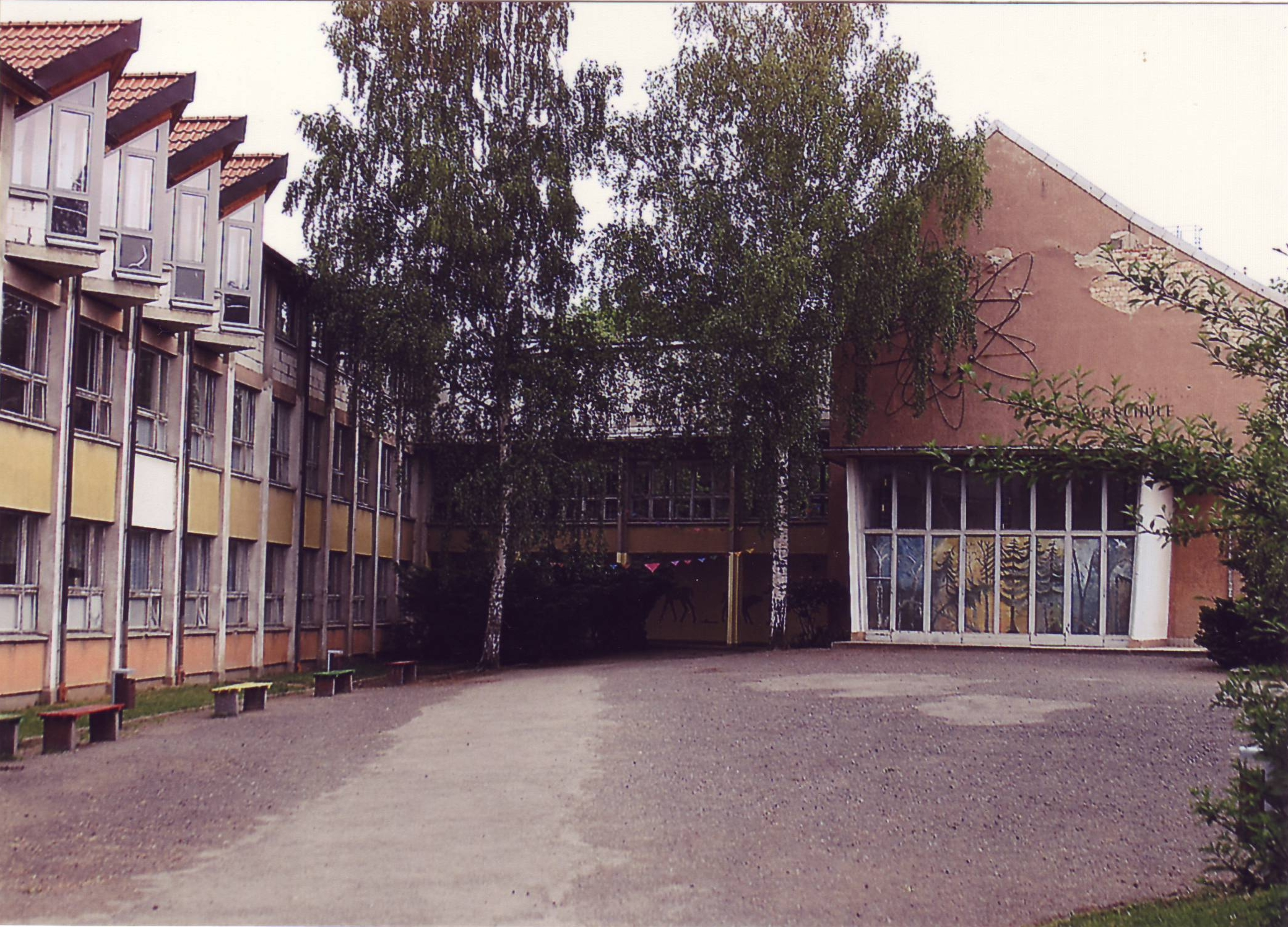
Mittelschule Jocketa

Den Kernteil der heutigen Gemeinde bildet der Ort Jocketa, welcher nach der Flutung des Ortes Pöhl im Jahr 1961 aufgrund des Talsperrenbaus ausgebaut wurde. Im Zuge der Gemeindereform im Freistaat Sachsen erfolgte am 1. Januar 1994 der Zusammenschluss von Helmsgrün (mit Rodlera), Herlasgrün, Jocketa (mit Neudörfel, Trieb und Barthmühle), Möschwitz und Ruppertsgrün (mit Christgrün, Rentzschmühle und Liebau) zur neuen Gemeinde Pöhl. Der Hauptort Jocketa erhält seine Attraktivität durch seine Lage nördlich der Talsperre Pöhl (von einigen Punkten im Ort kann man bis auf die Talsperre blicken) als auch durch den Bahnanschluss mittels der zweitgrößten Ziegelsteinbrücke der Welt, der Elstertalbrücke.
Der Fall der Mauer und die damit verbundene politische Wende hinterließ auch in den Orten der heutigen Gemeinde Pöhl ihre Spuren. Der stets beliebte Erholungsort Jocketa verlor nach der Wende vorübergehend seinen „Erholungsort“-Status. Zu DDR-Zeiten war die nahe gelegene Talsperre Pöhl ein beliebtes Ausflugsziel und ist dies bis heute. Einst gab es dort viele Bungalows, die zu Kombinaten der VEB gehörten, nach 1990 konnte man sie privat erwerben. Ehemals bekannte Gaststätten wurden geschlossen, da sich keine Pächter oder neue Eigentümer fanden, zum Beispiel die für ihre Faschingsveranstaltungen bekannte Gaststätte „Vogtländische Schweiz“ nahe dem Jocketaer Bahnhof, ehemals von der HO betrieben. Sie wurde 1993 noch einmal kurzzeitig eröffnet, dann jedoch vollständig geschlossen und um das Jahr 1998 abgerissen. Ebenfalls bekannt war die Clubgaststätte. Sie lag in einem Teil einer länglichen Holzbaracke. Nachdem die Gaststätte nach der Wende geschlossen worden war, wurde das Gebäude etwa bis 1995 vom Schulhort genutzt. Ende der 1990er-Jahre musste das Gebäude einer Wohnsiedlung weichen.
Während zu DDR-Zeiten in allen anderen Teilen Pöhls (z. B. Ruppertsgrün) die Grundschulen geschlossen wurden, blieben Grund- und Mittelschule in Jocketa erhalten. Die meisten Schüler der Gemeinde, die nach der Wende die fünfte bis zehnte Klasse besuchten, fuhren täglich mit dem Bus oder Zug nach Jocketa. Wegen der großen Schülerzahlen wurde die Jocketaer Schule Mitte der 90er-Jahre von der Gemeinde um eine Etage vergrößert. Wegen Geldknappheit konnte die Fassade nie ganz fertiggestellt werden. In den Jahren 2000/2001 wurde eine neue Turnhalle errichtet, die jedoch bei einem fahrlässig verursachten Brand Schäden an der Fassade davontrug, welche später saniert wurden. Die Halle wird von Vereinen genutzt, zum Beispiel vom TSG Jocketa oder dem JCC-Faschingsverein sowie zum Training durch den Zoll und die Bundespolizei. 2005 wurde  beschlossen, die Mittelschule Jocketa wegen der zurückgehenden Schülerzahlen mit dem Ende des Schuljahres 2005/06 zu schließen. Die Klassen wurden auf andere Schulen verteilt. Die Grundschule blieb erhalten. Der ehemalige Schulhort wurde 1998 aufgelöst. Es gibt jedoch noch eine Hortbetreuung im örtlichen Kindergarten.
Das Jugendzentrum Jocketa aus den Jahren 1995/96 ist ein moderner Glas-/Betonbau. Freizeitaktivitäten von Tischtennis über Billard bis zu Computerspielen unter ständiger pädagogischer Aufsicht werden angeboten. Seit dem Jahr 2004 gibt es in anderen Gemeindeteilen kleinere Außenstellen des Jugendzentrums Jocketa. Räumlichkeiten des Jugendzentrums werden an ortsansässige Vereine vermietet.
Der Bahnhof von Jocketa wurde in den Jahren 2004/09 umgebaut, das eigentliche Gebäude blieb jedoch aus Denkmalschutzgründen erhalten. Sämtliche DDR-Plattenbauten wurden saniert und viele neue Ein- und Mehrfamilienhäuser gebaut, so dass sich das Erscheinungsbild des Ortes gewandelt hat. Ende der 1990er Jahre erhielt der Ort Jocketa wieder den Status eines Erholungsortes, den er später wieder verlor.

### Einwohnerentwicklung
Entwicklung der Einwohnerzahl (31. Dezember):
| Jahr      | 1998  | 1999  | 2000  | 2001  | 2002  | 2003  | 2004  | 2007  | 2008  | 2012  | 2013  | 2021  |
| --------- | ----- | ----- | ----- | ----- | ----- | ----- | ----- | ----- | ----- | ----- | ----- | ----- |
| Einwohner | 2.873 | 2.899 | 2.902 | 2.866 | 2.889 | 2.871 | 2.884 | 2.845 | 2.791 | 2.615 | 2.562 | 2.463 |

### Eingemeindungen
| Ehemalige Gemeinde | Datum            | Anmerkung                                                            |
| ------------------ | ---------------- | -------------------------------------------------------------------- |
| Christgrün         | 1. Januar 1974   | Eingemeindung nach Ruppertsgrün                                      |
| Helmsgrün          | 1. Januar 1994   |                                                                      |
| Herlasgrün         | 1. Januar 1994   |                                                                      |
| Jocketa            | 1. Januar 1994   |                                                                      |
| Liebau             | 1. Juli 1950     | Eingemeindung nach Ruppertsgrün                                      |
| Möschwitz          | 1. Januar 1994   |                                                                      |
| Neudörfel          | 27. Februar 1964 | Eingemeindung nach Jocketa                                           |
| Pöhl (alter Ort)   | 1. August 1961   | Auflösung aufgrund des Talsperrenbaus und Eingemeindung nach Jocketa |
| Ruppertsgrün       | 1. Januar 1994   |                                                                      |
| Trieb              | 1. Januar 1974   | Eingemeindung nach Jocketa                                           |

Bartmühle und Rentzschmühle sind auf die Fluren mehrerer Orte aufgeteilt, daher werden sie in der Übersicht nicht berücksichtigt. Rodlera wurde in der Flur von Helmsgrün angelegt.

## Kultur und Sehenswürdigkeiten

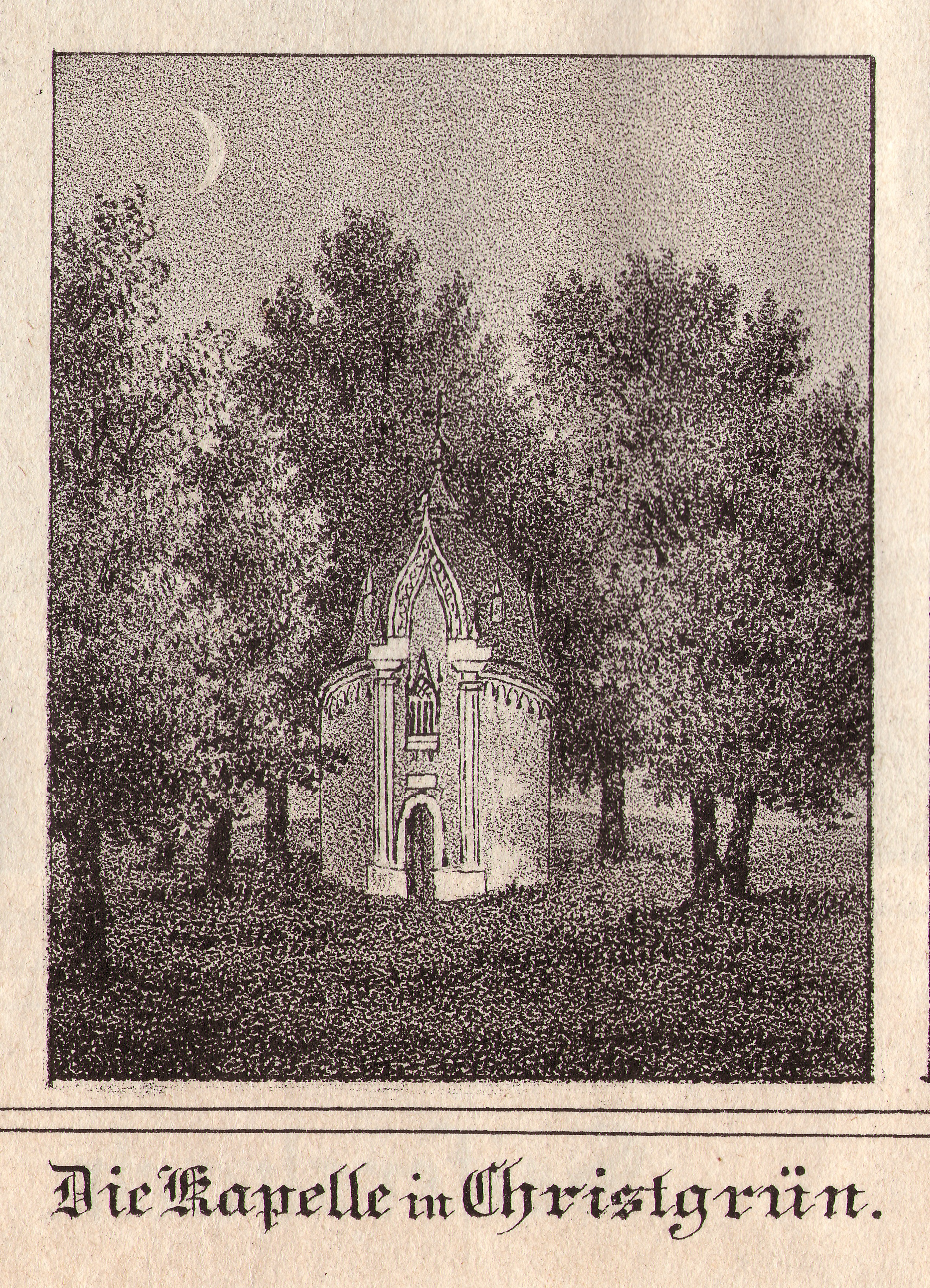
Kapelle in Christgrün - Ansicht von 1844

### Naturschutz
- Siehe auch: Liste der Naturdenkmale in Pöhl

### Gedenkstätten
- Eine Grabstätte mit Gedenkstein auf dem Friedhof des Ortsteiles Ruppertsgrün erinnert an neun unbekannte, vermutlich jüdische KZ-Häftlinge, die im Januar 1945 tot aus einem Transportzug geworfen und hier begraben wurden.
- Ein Denkmal zwischen den Ortshälften in Jocketa erinnert an die Opfer der Weltkriege

## Politik

### Gemeinderat
Seit der Gemeinderatswahl am 9. Juni 2024 verteilen sich die 12 Sitze des Gemeinderates folgendermaßen auf die einzelnen Gruppierungen:
- Freie Wählervereinigung Pöhl (FWV): 6 Sitze
- CDU: 2 Sitze
- AfD: 1 Sitz
- Zukunft für die Landwirtschaft: 1 Sitz
- SPD: 1 Sitz

Sitz der Gemeindeverwaltung von Pöhl ist Jocketa.
| Gemeinderat 2024Insgesamt 11 Sitze - SPD: 1 - Landw.: 1 - FWV: 6 - CDU: 2 - AfD: 1 Die AfD kann einen Sitz nicht besetzen. Der Gemeinderat verkleinert sich entsprechend. | Wahlvorschlag                                         | 2024   | 2024   | 2019   | 2019   | 2014   | 2014   |
| Gemeinderat 2024Insgesamt 11 Sitze - SPD: 1 - Landw.: 1 - FWV: 6 - CDU: 2 - AfD: 1 Die AfD kann einen Sitz nicht besetzen. Der Gemeinderat verkleinert sich entsprechend. | Wahlvorschlag                                         | Sitze  | in %   | Sitze  | in %   | Sitze  | in %   |
| Gemeinderat 2024Insgesamt 11 Sitze - SPD: 1 - Landw.: 1 - FWV: 6 - CDU: 2 - AfD: 1 Die AfD kann einen Sitz nicht besetzen. Der Gemeinderat verkleinert sich entsprechend. | Freie Wählervereinigung Pöhl                          | 6      | 43,9   | 6      | 43,9   | 6      | 42,4   |
| Gemeinderat 2024Insgesamt 11 Sitze - SPD: 1 - Landw.: 1 - FWV: 6 - CDU: 2 - AfD: 1 Die AfD kann einen Sitz nicht besetzen. Der Gemeinderat verkleinert sich entsprechend. | CDU                                                   | 2      | 17,9   | 2      | 18,1   | 3      | 24,7   |
| Gemeinderat 2024Insgesamt 11 Sitze - SPD: 1 - Landw.: 1 - FWV: 6 - CDU: 2 - AfD: 1 Die AfD kann einen Sitz nicht besetzen. Der Gemeinderat verkleinert sich entsprechend. | AfD                                                   | 1      | 15,9   | –      | –      | –      | –      |
| Gemeinderat 2024Insgesamt 11 Sitze - SPD: 1 - Landw.: 1 - FWV: 6 - CDU: 2 - AfD: 1 Die AfD kann einen Sitz nicht besetzen. Der Gemeinderat verkleinert sich entsprechend. | Zukunft für die Landwirtschaft                        | 1      | 10,0   | –      | –      | –      | –      |
| Gemeinderat 2024Insgesamt 11 Sitze - SPD: 1 - Landw.: 1 - FWV: 6 - CDU: 2 - AfD: 1 Die AfD kann einen Sitz nicht besetzen. Der Gemeinderat verkleinert sich entsprechend. | SPD                                                   | 1      | 9,3    | 1      | 7,6    | 1      | 11,5   |
| Gemeinderat 2024Insgesamt 11 Sitze - SPD: 1 - Landw.: 1 - FWV: 6 - CDU: 2 - AfD: 1 Die AfD kann einen Sitz nicht besetzen. Der Gemeinderat verkleinert sich entsprechend. | Verein zum Erhalt des Naturraums Talsperre Pöhl e. V. | –      | –      | 3      | 24,7   | 2      | 18,5   |
| Gemeinderat 2024Insgesamt 11 Sitze - SPD: 1 - Landw.: 1 - FWV: 6 - CDU: 2 - AfD: 1 Die AfD kann einen Sitz nicht besetzen. Der Gemeinderat verkleinert sich entsprechend. | Schubert                                              | –      | –      | –      | 5,7    | –      | –      |
| Gemeinderat 2024Insgesamt 11 Sitze - SPD: 1 - Landw.: 1 - FWV: 6 - CDU: 2 - AfD: 1 Die AfD kann einen Sitz nicht besetzen. Der Gemeinderat verkleinert sich entsprechend. | FDP                                                   | –      | –      | –      | –      | –      | 2,9    |
| Gemeinderat 2024Insgesamt 11 Sitze - SPD: 1 - Landw.: 1 - FWV: 6 - CDU: 2 - AfD: 1 Die AfD kann einen Sitz nicht besetzen. Der Gemeinderat verkleinert sich entsprechend. | Wahlbeteiligung                                       | 72,2 % | 72,2 % | 68,8 % | 68,8 % | 56,9 % | 56,9 % |

### Bürgermeister
Daniela Hommel-Kreißl (FDP) wurde 2012 zur Nachfolgerin von Friedhard Kaul (parteilos) gewählt, Kaul hatte das Amt 15 Jahre bekleidet.
Die Bürgermeisterwahl im Herbst 2019 wurde von der Kommunalaufsichtsbehörde für ungültig erklärt. Der Herausforderer der amtierenden Bürgermeisterin lag beim 2. Wahlgang nur neun Stimmen zurück und hatte die Wahl erfolgreich angefochten. Der neue Wahltermin 19. April 2020 musste wegen der Corona-Pandemie aufgrund einer Verfügung des Freistaates Sachsen auf den Herbst 2020 verschoben werden. Zur Bürgermeisterwahl am 20. September 2020 wurde Erik Jung (Freie Wählervereinigung Pöhl) mit einer Mehrheit von 73 % zum Nachfolger von Bürgermeisterin Daniela Hommel-Kreißl (FDP) gewählt.
| Wahl | Bürgermeister        | Vorschlag | Wahlergebnis (in %) |
| ---- | -------------------- | --------- | ------------------- |
| 2020 | Erik Jung            | FW        | 72,6                |
| 2019 | ungültig             | ungültig  | ungültig            |
| 2012 | Daniela Homml-Kreißl | FDP       | 65,9                |
| 2005 | Friedhard Kaul       | Kaul      | 55,9                |

## Verkehr
Die Gemeinde ist gut ans Eisenbahnnetz angeschlossen. So gibt es auf dem Gemeindegebiet fünf Bahnstationen, die von der Vogtlandbahn bedient werden. Der Bahnhof Herlasgrün ist Eisenbahnknoten für die Bahnstrecke Leipzig–Hof und die Bahnstrecke Herlasgrün–Falkenstein. Er verfügt über ein Gleisdreieck. Die Haltepunkte Ruppertsgrün und Jocketa liegen an der Bahnstrecke Leipzig–Hof und die Haltepunkte Barthmühle und Rentzschmühle im Elstertal an der Bahnstrecke Gera Süd–Weischlitz, der Elstertalbahn.
Die Bahnstrecke Leipzig-Hof und die Elstertalbahn kreuzen sich zudem auf Gemeindegebiet von Pöhl. In 64 Metern Höhe überquert hierbei die Bahnstrecke Leipzig-Hof die Weiße Elster und die Elstertalbahn mit Hilfe der Elstertalbrücke.
Die Gemeinde Pöhl ist mit zwei vertakteten RufBus-Linien des Verkehrsverbunds Vogtland erschlossen. Die Linie 74 verkehrt von Plauen über Möschwitz, Jocketa und Helmsgrün nach Thoßfell. In Plauen besteht Anschluss zur Straßenbahn und zum Regional-Express Dresden–Hof sowie in Thoßfell zur TaktBus-Linie 63. In der Sommersaison verkehrt dieser Bus als feste Linie ohne Voranmeldung. Die Linie 76 beginnt in Möschwitz und führt über Jocketa, Ruppertsgrün und Herlasgrün zum Gewerbegebiet Treuener Höhe.
Südlich der Gemeinde verläuft die A 72. Die nächstgelegenen Autobahnabfahrten sind Plauen-Ost und Treuen.

## Persönlichkeiten
- Wilhelm Ferdinand Stengel (1796–1870), königlich-sächsischer Hofrat, Polizeidirektor und Ehrenbürger von Leipzig, geboren in Christgrün
- Rudolph Woldemar von Bodenhausen (1826–1900), Rittergutsbesitzer und Landtagsabgeordneter
- Adolph Temper (1827–1905), Politiker (NLP), MdR, MdL (Königreich Sachsen), geboren in Ruppertsgrün
- Wilhelm Zeidler (1841–1918), Politiker, besuchte in Ruppertsgrün die Volksschule und das Knabeninstitut
- Albert Herold (1894–1974), Maler und Grafiker
- Paul Barth (1897–1957), Komponist und Kunstmaler aus Zwickau–Planitz, wohnte und starb in Jocketa